# Sobral da Adiça
Pour les articles homonymes, voir Sobral.
Sobral da Adiça est une paroisse civile portugaise (en portugais : freguesia) de la municipalité de Moura dans le district de Beja.

## Géographie
Sobral da Adiça est située au sud-est de Moura, à la frontière avec l'Espagne. Elle est reliée par la route au village espagnol de Rosal de la Frontera.

## Démographie
Lors du recensement de 2021, Sobral da Adiça compte 862 habitants.